# ماریان چرچک
ماریان چرچک (کرواتی: Marijan Čerček؛ زادهٔ ۳ فوریهٔ ۱۹۴۹) بازیکن فوتبال اهل کرواسی بود.
از باشگاه‌هایی که در آن بازی کرده‌است می‌توان به باشگاه فوتبال زاگرب و باشگاه فوتبال دینامو زاگرب اشاره کرد.
وی همچنین در تیم ملی فوتبال یوگسلاوی بازی کرده‌است.